# Exochella jullieni
Exochella jullieni is een mosdiertjessoort uit de familie van de Exochellidae. De wetenschappelijke naam van de soort is voor het eerst geldig gepubliceerd in 1989 door Gordon.